# Yane Marques
Yane Marques, född den 7 januari 1984 i Afogados da Ingazeira, Brasilien, är en brasiliansk idrottare inom modern femkamp.
Hon tog OS-brons i damernas moderna femkamp i samband med de olympiska tävlingarna i modern femkamp 2012 i London.